# Стюарт, Джон Дональд
Джо́н До́нальд Хэ́милл Стю́арт (15 октября 1845 – 26 сентября 1884)  —  британский военный, полковник. Он сопровождал генерала Гордона в Хартум в 1884 году в качестве его помощника. Он погиб в сентябре 1884 года, пытаясь прорваться из осаждённого города, от рук джихадистов последователей Мухаммада Ахмада аль-Махди.

## Биография
Джон Дональд Стюарт был сыном Мэри Элизабет Хадсон и Джона Томаса Стюарта, эсквайра, владельца поместья Баллиатвуд, графство Даун, унаследованного от семьи Хэмиллов. В 1865 году семья Стюартов сменила фамилию на Хэмилл-Стюарт.
Получив образование в Челтнеме, Джон Дональд продолжил обучение в Королевской военной академии в Сандхерсте. Поступив корнетом в 11-й гусарский полк 10 октября 1865 года, он получил звание подполковника 1 июля 1871 года.
10 октября 1865 года Джон Дональд был назначен корнетом британского 11-го гусарского полка, 1 июля 1871 года он получил звание подполковника. В апреле 1879 года он был назначен вице-консулом в Анатолии.

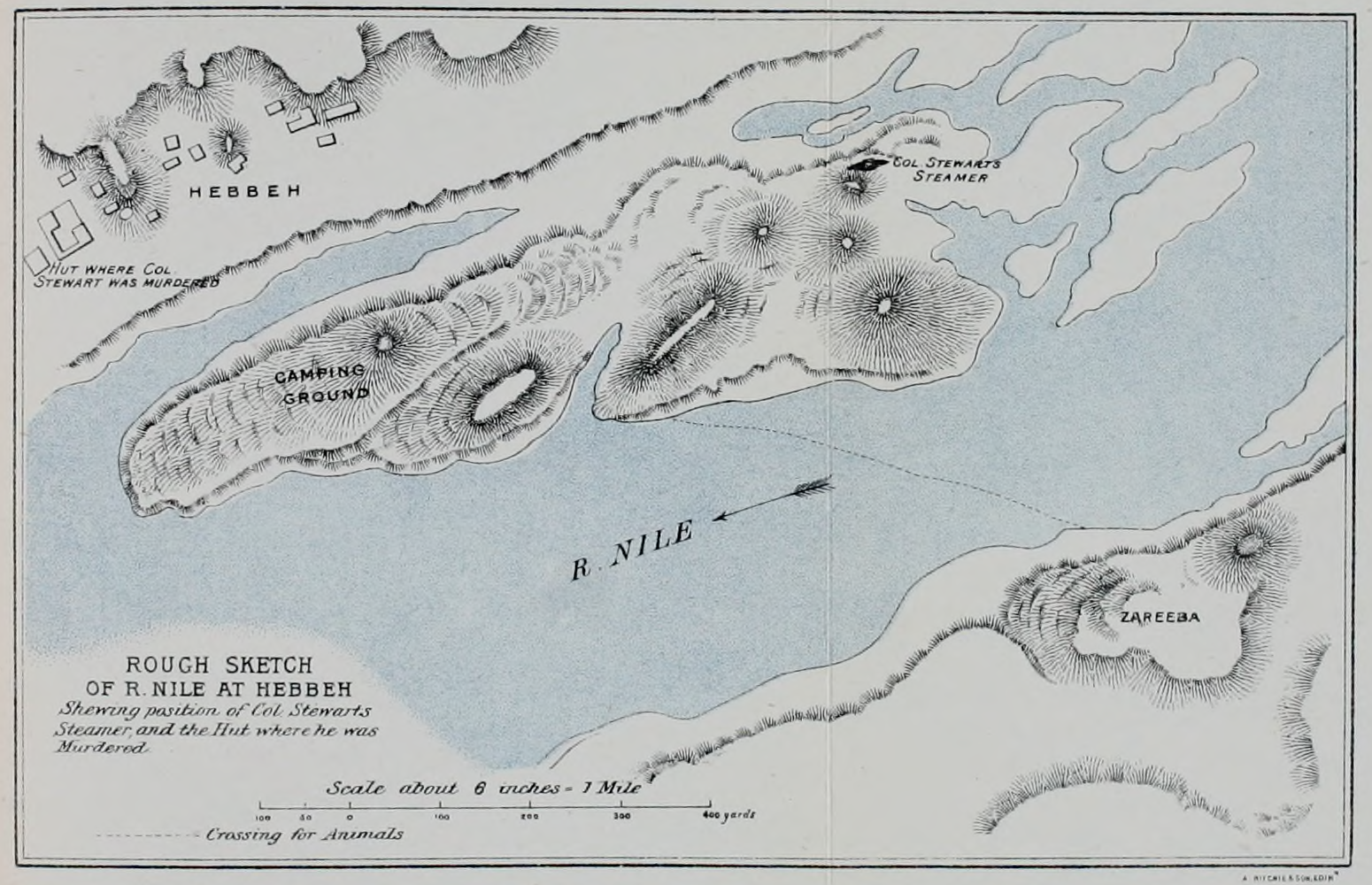
Набросок показывающий местоположение парохода полковника Стюарта и хижину, где он был убит.

В 1882 году, во время британского вторжения в Египет, он сделал доклад о тюрьмах города Танта. В октябре того же года по рекомендации сэра Чарльза Уилсона подполковнику Стюарту было поручено подготовить отчёт о Судане, где Мухаммад Ахмад аль-Махди поднял восстание против египетской колониальной администрации и начал священный джихад. В декабре того же года прибыв в Бербер, Стюарт отправился в Хартум 16-го числа того же месяца. Помимо отчёта о настроениях местного населения и причинах восстания махдистов, а также нескольких других сообщений о военных операциях, он также готовил всеобъемлющий отчёт о городе Хартум. Завершив свою миссию, он снова отправился в Каир 8 марта 1883 года.

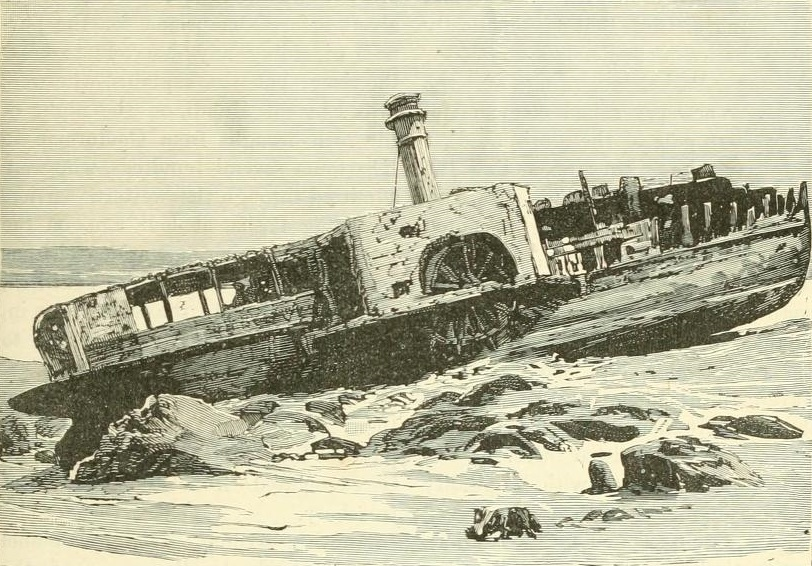
Остатки парохода «Аббас», на котором Джон Дональд потался выбраться из осаждённого Хартума, рисунок от 20 февраля 1885 года.

В начале 1884 года полковник, начав своё путешествие с отъезда со железнодорожного вокзала Виктория, вместе с генералом Гордоном, в качестве его заместителя, вернулся в Хартум, чтобы эвакуировать оттуда европейских граждан, а также солдат и всех, кого возможно, из гражданских лиц. 25 мая Джон Дональд был ранен в руку во время осады Хартума, однако, он не решился покинуть осаждённый город, бросив там своего друга и товарища Чарльза Гордона. Последний, напротив, ответил ему, что тот окажет ему услугу, помогая эвакуировать французских и британских консулов Леона Эрбена и Фрэнка Пауэра (который также был корреспондентом «The Times»), а также передав в Лондон необходимую информацию через телеграф в Донголе.
Таким образом, в сопровождении двух консулов и нескольких греческих наёмников Стюарт сел на пароход «Аббас», чтобы отправиться вниз по Нилу к месту назначения. Пароход, сопровождаемый до Бербера (Гордон счёл путь вниз по течению от этого места безопасным) двумя другими канонерскими лодками, «Сафия» и «Мансур», в ночь с 9 на 10 сентября снялся с якоря. Из-за неопытности рулевого и капитана судна, оно сразу же врезалось в скалу около берега, в результате чего было повреждено одно колесо. 11-го числа судно, также из-за безалаберности экипажа, на этот раз село на мель, прежде чем его удалось освободить и продолжить путь, преодолев шестой порог, на следующий день судно получило несколько пулевых повреждений в результате стычки у Метамы и Шенди.

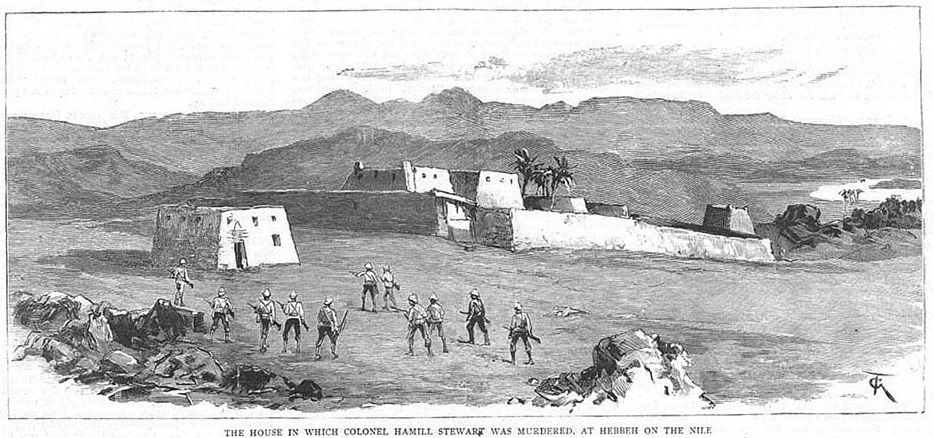
Дом, в котором полковник Хэмилл Стюарт был убит в Хеббе около Нила.

18 сентября, то есть через три дня после того, как они обогнули Бербер, пароход «Аббас» снова сел на мель ниже по течению от Абу-Хамада, между Хеббе и Саламатом, на территории арабского племени манассиров (живущее в окрестностях четвертого порога). Стюарт вступил в переговоры с местным шейхом Сулейманом и попытался приобрести верблюдов, чтобы добраться до Мероу через пустыню. Европейцы были ободрены обещаниями местных арабов, но они было коварно обмануты, пойманы в засаду, где их всех жестоко убили.
Чарльз Гордон узнал об этом через несколько недель, когда получил письмо от самого Мухаммада Ахмада, в котором цитировались письма, которые Стюарт вёз с собой на «Аббасе».

## Наследие
Ричард Джонсон сыграл Джона Стюарта в фильме «Хартум».